# 李金山
李金山（1948年—），吉林梨树人，汉族，中华人民共和国政治人物、第十一届全国人民代表大会解放军代表。
毕业于空军第七航空学校飞行专业，是中共党员。担任沈阳军区空军副司令员。2008年起担任全国人大代表。